# Большая Бича (село)
Больша́я Бича́ — село в Усть-Ишимском районе Омской области. Административный центр Большебичинского сельского поселения.
Население — 325 чел. (2010).
Основан в 1765 году.

## География
Посёлок расположен на правом берегу реки Бича.
Село расположено на западе Усть-Ишимского района в пределах возвышенности Тобольский материк, являющейся частью Западно-Сибирской равнины, на правом берегу реки Бича близ впадения её в реку Иртыш. Рельеф местности равнинный. К северу от села расположено болото Горелые Гривы, к юго-востоку урочище Изрыганов Луг.
По автомобильной дороге расстояние до областного центра города Омск составляет 600 км, до районного центра села Усть-Ишим — 51 км.
Часовой пояс
Село Большая Бича находится в часовой зоне МСК+3. Смещение применяемого времени относительно UTC составляет +6:00.

## История
Основано беглыми казаками в 1765 году.

Деревня Бичи, Тевризской волости - Тарского уезда. (Отсутствие в деревне ремесленников).
Отовсюду пишется что в народе развивается пьянство, воровство и насилия. В нашей местности нет ничего подобного: нет и самогонки - ни самоуправства (самосудов) и даже так спокойно, что можно не запирать амбаров на замки, так как никто чужого не возьмёт. Плохо у нас только то, что по всей округе - не развито никакое мастерство. Особенно нуждается наша деревня в ремёслах кузнечном, слесарном и столярном. Этими ремёслами у нас и заниматься было бы выгодно, так как имеется для этого по соседству красный лес. Но беда в том, что мы совершенно не знаем, какими способами привлечь в нашу местность ремесленный люд; и как добиться, чтобы у нас открыли для молодого поколения деревни нужные ремесленные школы. Где взять для этого средства и как организовать это дело на местах, как будто это всё первейшие задачи нашего земства.
— «Сибирская земская деревня». № 28. 25 (12) ноября 1918 год. Тобольск
С 1924 года село относилось к Казанскому сельсовету Дубровинского района Тюменской области. С 1952 года Казанский сельсовет передан в Усть-Ишимский район на основании Указа Президиума ВС РСФСР от 20.10.1959 года и переименован в Большебичинский сельсовета. В селе находился центр Бичинского лесничества.

## Население
| 2010 |
| ---- |
| 325  |